# چای برای دویست نفر
چای برای دویست نفر (به انگلیسی: Tea for Two Hundred) یک پویانمایی کوتاه آمریکایی محصول سال ۱۹۴۸ به کارگردانی جک هانا است. این فیلم که بخشی از مجموعه فیلم‌های دونالد داک است، در تکنی کالر توسط تولیدات والت دیزنی تولید شد و توسط آر.ک.ئو در ۲۴ دسامبر ۱۹۴۸ به سینماها عرضه شد. در این کارتون دونالد داک در حال پیک نیک است که با ارتشی از مورچه‌ها روبرو می‌شود که سعی می‌کنند غذای او را بدزدند. صداپیشگان این فیلم: کلارنس نش در نقش دونالد و پینتو کولویگ در نقش مورچه‌ها هستند. این فیلم شامل موسیقی الیور والاس است.
چای برای دویست در ۱۹۴۹ نامزد جایزه اسکار برای بهترین پویانمایی کوتاه شد، اما به یکی از پویانمایی‌های تام و جری، به نام یتیم کوچک، که یکی از هفت جایزه اسکار را برای مجموعه تام و جری برد، شکست خورد. عنوان فیلم اشاره ای به آهنگ چای برای دو نفر است. که بعدها در انیمیشن کوتاه مورچه‌های عمو دونالد (۱۹۵۲) استفاده شد.

## یادداشت
1. ↑  "The 21st Academy Awards (1949) Nominees and Winners". oscars.org. Retrieved June 22, 2019.
2. ↑   چای برای دویست نفر در بانک اطلاعات اینترنتی فیلم‌ها (IMDb)
3. ↑  Tea for Two Hundred بایگانی‌شده  در ۲۰۱۱-۰۴-۲۰ توسط Wayback Machine at The Encyclopedia of Animated Disney Shorts
4. ↑  Tea for Two Hundred بایگانی‌شده  در ۳۰ ژوئیه ۲۰۱۲ توسط Archive.today at the Big Cartoon DataBase